# Tarot (album)
Pour les articles homonymes, voir Tarot (homonymie).
Albums de Dark Moor
Beyond the Sea
(2005) Autumnal
(2009)
Tarot est le sixième album studio du groupe espagnol de power metal Dark Moor, sorti en 2007 au label Scarlet Records. Cet album donne lieu à l'enregistrement de deux vidéo clips, pour les titres Tarot et Wheel of Fortune. Tarot est le premier album du groupe sorti chez Scarlet.

## Description
En novembre 2006, Dark Moor signe avec le label italien Scarlet Records, annonçant ainsi la venue d'un nouvel album que le groupe décrit d'effort conceptuel « intriguant ». Entretemps, le groupe se sépare de son batteur Andy C. à cause de « problèmes d'horaires ». Le mois suivant, ils annoncent le tournage du clip pour la chanson-titre.
Tarot est un album-concept : chacun des titres traite d'une des arcanes majeures du tarot, reliant sa signification symbolique à la vie réelle. Les chansons de l'album sont toutes nommées d'après les arcanes majeurs du jeu de tarot. Le premier single extrait de l'album est The Chariot. Manda Ophius, du groupe néerlandais de metal symphonique Nemesea, est invitée au chant, et Sincopa 8 aux chœurs. La dernière chanson, The Moon, reprend la Symphonie no 5 et la Sonate au clair de lune de Ludwig van Beethoven. Le morceau bonus, Mozart's March, est basé sur le Rondo A'la Turca de Wolfgang Amadeus Mozart. Il a également été joué en direct à Grenade, en Espagne, au Piorno Rock, en 2002, cinq ans avant la sortie de l'album. La couverture de l'album est réalisée par Derek Gores. Avec Tarot, Dark Moor effectue sa première tournée sud-américaine (juillet 2007), qui continue en Europe.
Lors d'un entretien, le guitariste du groupe, Enrik Garcia, clarifie le thème et les paroles de l'album : « Tout d'abord, j'aimerais préciser que les paroles de Dark Moor ne sont pas basées sur la littérature fantastique, à l'exception de deux ou trois chansons de notre carrière. Les paroles de Dark Moor sont normalement basées sur la littérature classique, historique ou d'horreur. Pour cet album, on a voulu faire du conceptuel, mais pas seulement une histoire. On a donc pensé que le tarot serait idéal pour cet album. Chaque chanson est unique et fait partie intégrante du concept général de l'album. Le tarot nous a offert beaucoup de possibilités créatives : on a pu écrire sur le symbolisme mystique et spirituel de la carte, sur son histoire dans l'humanité, avec des références à Aleister Crowley ou à l'aube dorée et à la vie elle-même, de sorte que le tarot est un reflet de la vie réelle. »
L'album est bien accueilli par la presse spécialisée internationale,,, et est qualifié par Metalcrypt d'« incroyablement mûr »

## Liste des pistes
1. The Magician – 1:29
2. The Chariot – 4:23
3. The Star – 4:28
4. Wheel Of Fortune – 3:59
5. The Emperor – 4:09
6. Devil In The Tower – 7:51
7. Death – 5:00
8. Lovers – 4:06
9. The Hanged Man – 5:30
10. The Moon – 11:31
11. Bonus Track : The Fool – 4:12

## Composition du groupe
- Alfred Romero — chant
- Enrik Garcia — guitare
- Dani Fernandez — basse
- Roberto Cappa — batterie